# Xian de Yining
Cette page contient des caractères spéciaux ou non latins. S’ils s’affichent mal (▯, ?, etc.), consultez la page d’aide Unicode.
Ghulja (chinois : 伊宁县 ; pinyin : yīníng xiàn ; kazakh : قۇلجا, Ghulja ? ; ouïghour : غۇلجا ناھىيىسى / Ğulca Nahiyisi) est une subdivision administrative de la préfecture autonome kazakhe d'Ili, dans la région autonome du Xinjiang en Chine..

## Démographie
La population du district était de 380 437 habitants en 1999.